# Cod ATC N
Codul ATC N Sistemul nervos central este o parte a sistemului de clasificare anatomică, terapeutică și chimică a medicamentelor, un sistem dezvoltat de către Organizația Mondială a Sănătății (OMS) pentru clasificarea medicamentelor și a altor produse medicinale.
Codurile pentru preparatele de uz veterinar sunt create prin alipirea literei Q în fața codului ATC corespunzător produsului pentru uz uman; de exemplu, QN. Codurile ATCvet care nu au un cod ATC corespunzător produsului de uz uman sunt citate începând cu Q în lista următoare.

N Sistemul nervos central
N01 Anestezice
N02 Analgezice
N03 Antiepileptice
N04 Antiparkinsoniene
N05 Psiholeptice
N06 Psihoanaleptice
N07 Alte preparate cu acțiune asupra sistemului nervos